# Nosná konstrukce

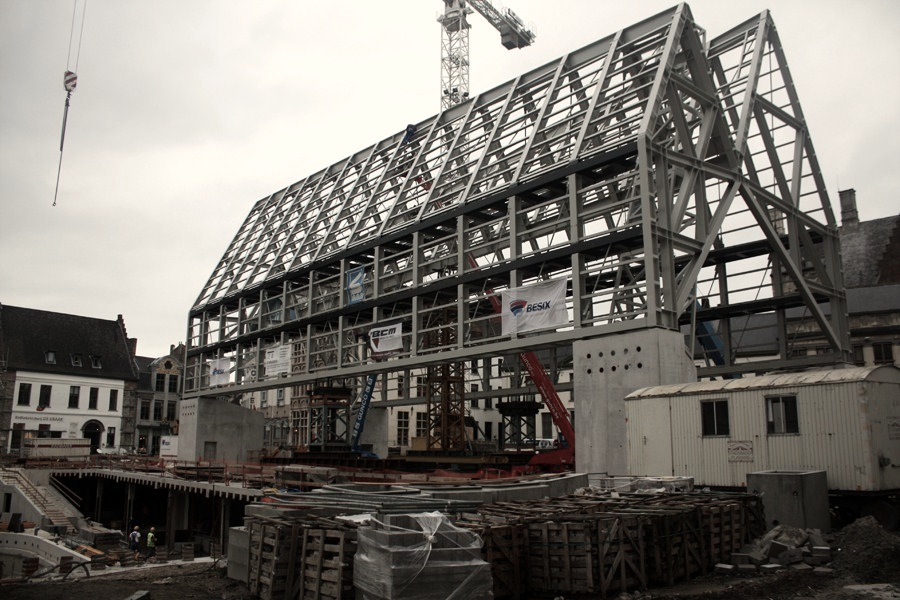
Ocelová nosná konstrukce budovy

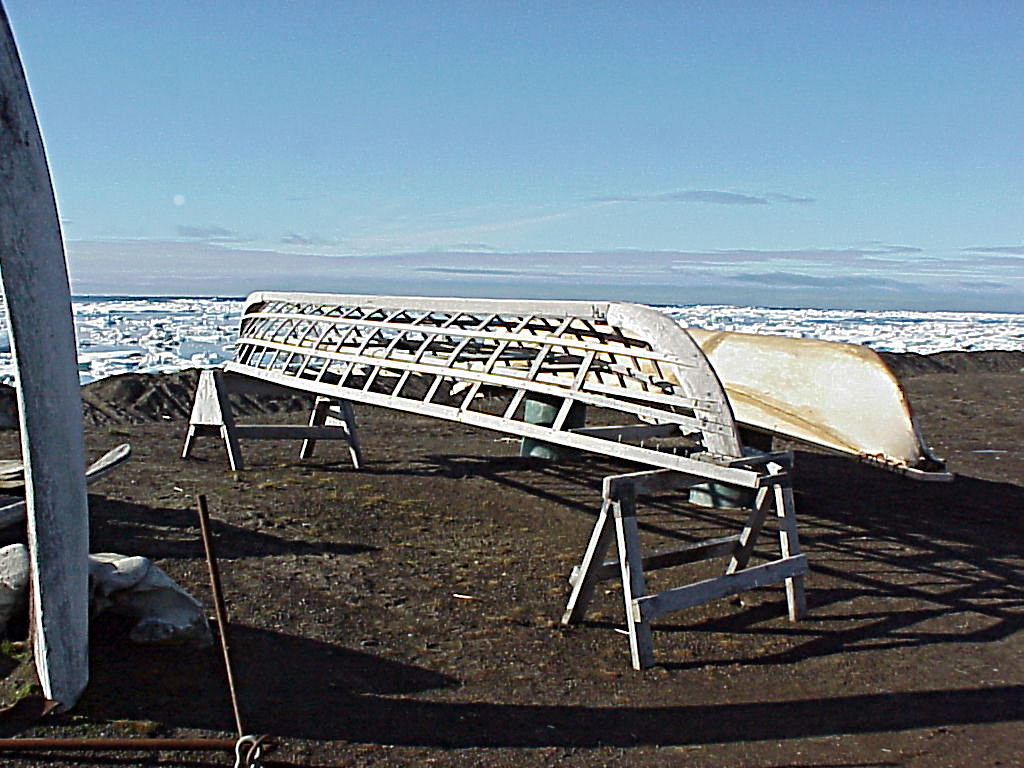
Dřevěná nosná konstrukce lodního trupu

Nosná konstrukce je základní část konstrukce – zejména stavební (např. zdivo budovy) či strojní (např. rám lodi), která zajišťuje její potřebnou únosnost, tuhost a trvanlivost. Musí bezpečně přenést veškerá daná zatížení, nesmí dojít k jejímu porušení, ke ztrátě stability, ani k větším než přípustným deformacím. Slouží také jako základ pro montáž dalších součástí. Skládá se ze základních nosných prvků (prut, deska, blok, atd.), které mohou být spojeny do složitějších celků. Nosnou konstrukci lze obecně vytvořit z jakéhokoliv materiálu, který vykazuje vyhovující základní charakteristiky jako jsou pevnost a modul pružnosti. Špatný návrh, oslabení nebo přetížení nosné konstrukce může vést k jejím poruchám, případně až k jejímu zřícení (havárii).

## Nosná konstrukce ve stavebnictví

### Rozdělení nosných stavebních konstrukcí
| prostorovosti          | materiálu                                                                      | složitosti             | orientace a umístění                                                                                       | typu montáže                            | funkce                                                                                   |
| ---------------------- | ------------------------------------------------------------------------------ | ---------------------- | --- | --------------------------------------- | ---------------------------------------------------------------------------------------- |
| - rovinné - prostorové | - ocelové - betonové - železobetonové (stropní) - dřevěné - zděné - kompozitní | - jednoduché - složité | - vrchní stavba (vodorovné, svislé nad úrovní 0,00) - spodní stavba (základy a konstrukce pod úrovní 0,00) | - monolitické - montované - kombinované | - střešní - stropní - stěnová - schodišťová - základová - mostní - technologická - další |

### Navrhování nosných konstrukcí
Navrhováním nosných konstrukcí se zabývají stavební a strojní inženýři a architekti. Při návrhu konstrukce lze postupovat několika způsoby. Nejčastěji se postupuje od návrhu architektonického či designového, kde je navržen základní tvar s ohledem na požadovanou funkci a z ní vyplývajících namáhání, materiál či vzhled, k návrhu konstrukčnímu, který upřesní detaily, stanoví dimenze jednotlivých prvků a jejich spojení a ověří nezbytné podmínky bezpečnosti. Obě fáze návrhu se mohou prolínat či opakovat pro dosažení optimálního řešení.
Nosné konstrukce jsou navrhovány s využitím aplikované mechaniky. Pro běžné stavební konstrukce se využívají především poznatky statiky stavebních konstrukcí. Složitější stavební konstrukce (především mosty) a převážná většina konstrukcí strojních jsou navrhovány i s pomocí dynamiky, která bere do úvahy také pohyb, resp. zrychlení, jednotlivých částí či celku. Navrhování, dimenzování a posuzování nosných stavebních konstrukcí je náplní práce statika.

### Základní nosné prvky
- bezrozměrné (hmotný bod)
- jednorozměrné (teoretický – výpočetní  prut)
- dvourozměrné (teoretická – výpočetní deska, stěna, skořepina)
- trojrozměrné (nosník, sloup, deska, stěna, skořepina, blok, opěrná zeď)

### Statické schéma nosné konstrukce

Statické schéma tzv. Gerberova nosníku o 3 polích (neposuvná podpora vlevo, 3× posuvná podpora, 2× kloub

Idealizací nosné konstrukce je statické schéma neboli statický model nosné konstrukce. Každý prvek navrhované či posuzované konstrukce je představován jedním ze základních nosných prvků. Tyto prvky mohou být bezrozměrné (hmotný bod), jednorozměrné (prut), dvojrozměrné (deska či stěna) nebo trojrozměrné (blok). Vzájemná spojení prvků jsou idealizována vnitřními vazbami, podepření neboli okrajové podmínky vazbami vnějšími. Vazby pak odebírají konstrukci daný počet stupňů volnosti podle jejich typu. Statické schéma nosné konstrukce může být v závislosti na poměru vnitřních a vnějších vazeb staticky určité, neurčité či přeurčité. Vhodně zvolené statické schéma reálné nosné konstrukce je důležitým předpokladem pro její správné navržení. V praxi je pro kreslení statických schémat zavedena řada symbolů, vyjadřujících vlastnosti prvků a jejich vazeb.